# Canada Creek Ranch
Canada Creek Ranch – jednostka osadnicza w Stanach Zjednoczonych, w stanie Michigan, w hrabstwie Montmorency.